# Величко Ярослав Геннадійович
Величко Ярослав Геннадійович (нар. 26 січня 1998) — Майстер спорту України міжнародного класу з гирьового спорту, чемпіон України, чемпіон Європи, призер чемпіонату світу.

## Життєпис
Батько - Величко Геннадій Іванович, мати - Соловйова Лідія Михайлівна. З січня 2020 по року по вересень 2024 року сержант поліції працював Інструктором з особистої безпеки тренінгового центру ГУНП в Полтавській області

## Нагороди
Виступи на міжнародних змаганнях
| Змагання                                                                             | Вагова категорія, кг /вікова група | Місце (дисципліна)                                                           | Тренер                                |
| ------------------------------------------------------------------------------------ | ---------------------------------- | ---------------------------------------------------------------------------- | ------------------------------------- |
| Чемпіонат світу з гирьового спорту 2019, Novi Sad, Serbia, 6 – 11 листопада          | 73 / U-22                          | Бронза (двоборство, сума 163,0) Бронза (поштовх, 93) Срібло (ривок, 140)     | Lutvinov P.Y, Moroz O.A, Ignatyev A.M |
| Кубок Європи з гирьового спорту 2021, 2-5 липня Гарлява, Литва                       | 73 / дорослі                       | Золото (двоборство, сума 178,0) Золото (поштовх довгим циклом, 20)           | Ignatyev A.M, Kolomiets O.V.          |
| Чемпіонат світу з гирьового спорту 2021 Будапешт, Угорщина                           | 73 / професіонали                  | Бронза (поштовх довгим циклом, 55)                                           | Ignatyev A.M, Kolomiets O.V.          |
| European Championship in kettlebell lifting 21 April - 23 April 2023 Nafplio, Greece | 73/Adults                          | Золото (поштовх довгим циклом, 50) Золото (поштовх, 105) Золото (ривок, 160) | Kolomiiets Oleh                       |